# Pierre Lachambeaudie
Pour les articles homonymes, voir Lachambeaudie.
Pierre Casimir Hyppolyte Lachambeaudie, né à Montignac (Dordogne) le 16 décembre 1806 et mort à Brunoy (Essonne) le 7 juillet 1872, est un fabuliste, poète, goguettier et chansonnier français, adepte des saint-simoniens.

## Biographie
Il s'agit (d'après ses actes de naissance et  de décès) de Pierre Lachambeaudie, fils de Jean Souverain Desplas Lachambaudie, ancien officier d'infanterie (1808), et propriétaire à Montignac sur Vézère, et d'Anne Mayaudon. Il perd sa mère dès 1807, et son père se remarie en 1808 à Jeanne Seyral, originaire d'Auriac du Périgord. (Il ne faut donc pas le confondre avec son cousin germain Pierre Casimir Hippolyte qui vécut à Maurival à Condat-sur-Vézère puis à Chavagnac, époux de Caroline Ronzel).
Il occupe un poste de comptable dans une maison de commerce à Lyon, puis travaille dans une société de chemin de fer de Roanne. En 1832 il adhère aux doctrines saint-simoniennes, et devient un adepte de la nouvelle foi sociale qu'il pratique à Paris, à Ménilmontant. En 1839, Zoé de Gamond, fondatrice fouriériste du périodique Le Nouveau Monde lui avance les frais de ses Fables Populaires. Directement inspirées de La Fontaine, ces poésies vont connaitre un succès considérable.
Il fréquente les goguettes. Il a notamment l'occasion de participer en 1841 à au moins une réunion de la quatrième société du Caveau. Il y chante sa chanson Mes rêves. En 1846, il est membre du groupe de 39 chansonniers de goguettes qui rédigent collectivement les Cent et une petites misères, Œuvre sociale, rédigée par les meilleurs chansonniers de l'époque, Sous la Direction de MM. Charles Gille, Adolphe Letac et Eugène Berthier, Fondateurs. Une très longue chanson comique à chanter sur l'air de Calpigi ou On dit que je suis sans malice. Elle est composée de 101 couplets signés et finissant tous, avec de légères variations, par : « Ça d'vait bien l' gêner su' l' moment ».
Son unique contribution est le 30e couplet :
Ô du destin, vengeance brutale !

Dans l'Enfer l'malheureux Tantale, 

Voulant s'régaler tout son soû, 

Tirait la langue, allongeait l'cou.

Mais, zest ! la pot-bouill' satanique 

S'échappait en faisant la nique ;

Lui qu'était un fameux gourmand,

Çà d'vait bien l'gêner su' l'moment !
Auteur de La Pauvreté, c'est l'esclavage, reprise dans les journaux socialistes, c'est au lendemain de la manifestation du 16 avril 1848 qu'est reproduite sa célèbre chanson Ne criez plus : à bas les communistes !:
Pourquoi ces mots seraient-ils odieux:

Egalité, Communisme, Espérance,

Quand chaque jour de l'horizon s'élance

Pour tout vivant un soleil radieux?

Ah! croyez-moi, les cruels anarchistes

Ne sont pas eux que vous persécutez;

O vous surtout, pauvres déshérités,

Ne criez plus : à bas les communistes !
Il participe le dimanche 3 décembre 1848 au Banquet des Travailleurs Socialistes, tenu sous la présidence d'Auguste Blanqui, détenu à Vincennes. Lachambeaudie devait déclamer à cette occasion, devant 1100 invités et 3 ou 400 curieux, une fable : Les glands et les pots. Le banquet ayant été écourté, il en fut empêché. Son texte a été publié dans la brochure de compte-rendu de l'événement.
Le 1er mai 1863, Lachambeaudie participe au banquet mensuel de la quatrième société du Caveau.
Les fables de Lachambeaudie sont couronnées deux fois par l'Académie française dont le prix Maillé-Latour-Landry en 1844.
Il est inhumé au cimetière du Père-Lachaise à Paris (48e division).

## Pierre Lachambeaudie en 1848
Victor Bouton écrit :

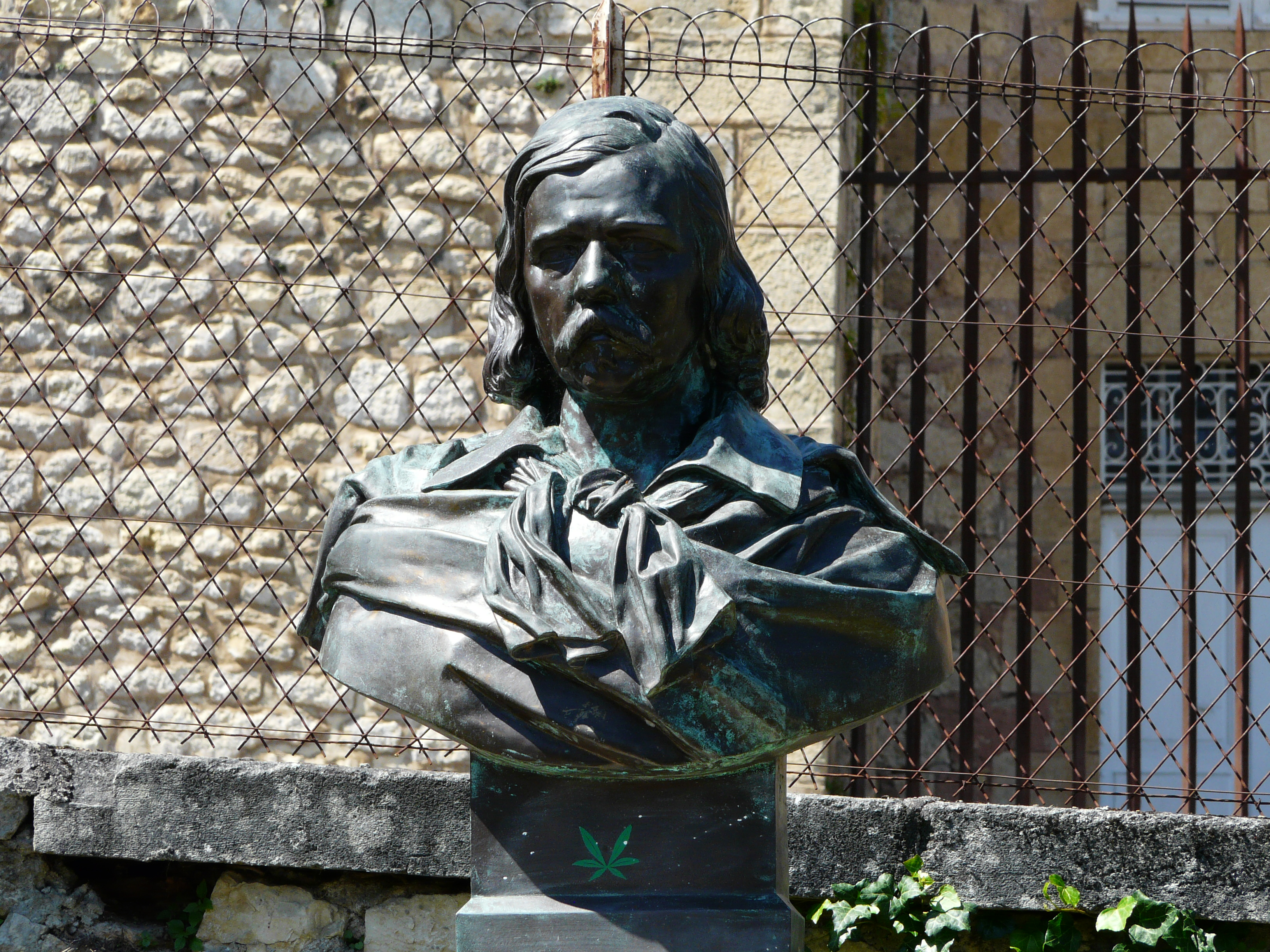
Buste de Pierre Lachambeaudie par Ferdinand Taluet.

Si vous rencontrez un homme à la démarche lente et grave, à la tête inclinée, au regard nonchalant, un vrai Lafontaine, égaré au coin des rues, vous aurez vu Lachambeaudie : c'est le fabuliste démocrate et socialiste qui a vu, à travers les éclairs de son intelligence, que l'Idée social. est là, près de vous, derrière le rideau qu'un coup de théâtre va déchirer. — Le règne du Travail est une chose positive pour Lachambeaudie. Il ne doute pas, — un fabuliste ne doute jamais,— que la République démocratique et sociale ne descende, un de ces jours, de la théorie dans le fait, des clubs dans le Gouvernement.
Je l'ai vu près de Blanqui, au club de la rue Bergère, calme, imperturbable, le menton dans sa main, l'air rêveur, au milieu des séances les plus orageuses. C'est un philosophe que rien ne trouble. Lachambeaudie, assis près de Blanqui, au milieu de cette Société Républicaine centrale, si grosse d'orages et de secousses, c'est un poète crayonnant des vers à l'abri d'un chêne où la foudre tombe.
Il fit, après les événements du 16 avril, une chanson dont le refrain était : « Ne criez pas : à bas les communistes ! » On la distribua à la porte du club. Aux journées de juin, la renommée l'atteignit ; les gens de son quartier se souvinrent de sa présence au club Blanqui. Ils le menèrent en prison. Pauvre ami ! être inoffensif, figure impassible, tête du bon Dieu ! lui qui fit cette fable, et parce qu'il la fit, on l'enchaîna... À ce titre, La Fontaine est un républicain de la veille et de l'avant-veille. Écoutez :
Le Castor et le Chasseur.

Un castor pris au piège était par un chasseur

Employé comme laboureur.

Jugez de son supplice et de sa maladresse.

Vainement sur son dos on usait l'aiguillon, 

Il se couchait sur le sillon.

Le chasseur, furieux, l'accusant de paresse, 

Mon castor, à la fin, sur ses pieds se redresse 

Et lui dit : « Donnez-moi du mortier, du moellon, 

Laissez-moi, c'est mon goût, redevenir maçon, 

Et du travail je reprends l'habitude. » 

Tel que vous prétendez être un franc paresseux, 

Bientôt vous le verrez adroit, laborieux ; 

Mais il faut le classer selon son aptitude.
Il y a toute une théorie sociale dans ce dernier vers. — Mais, ô rigueur des temps ! arrêté sans mandat, lié à la chaîne des insurgés de juin, promené lentement dans les rues de Paris, entre des baïonnettes disposées à tuer au moindre éveil, et enfermé au fort de Bicêtre ! — Mais il lui fut donné de voir tomber ses fers a la voix de Béranger. Le Maître le fit rendre à la liberté. C'est beau.

## Hommages
La place Lachambeaudie dans le 12e arrondissement de Paris porte son nom depuis 1905, tandis qu'une rue du 19e a porté son nom avant d'être rebaptisée en 1935. Quatre rues portent son nom à Brunoy où il est décédé (hameau Lachambeaubie), à Montignac, à Sarlat-la-Canéda et à Roanne.

## Choix de publications
- Essais poétiques, 1829
- Fables populaires de Pierre Lachambeaudie, avec une préface par Émile Souvestre, 1839
- Fables de Pierre Lachambeaudie, précédées d'une lettre-préface de Pierre Jean de Béranger, 1844 Texte en ligne
- Les Fleurs de Villemomble, poésies nouvelles, 1861
- Fables et poésies nouvelles, 1865
- Prose et vers de Pierre Lachambeaudie, 1867 Texte en ligne
- Fables, aquarellées par A. Vimar, avec une préface par Auguste Bourgoin comprenant une biographie et une analyse de l'œuvre de Lachambeaudie, 1903 Texte en ligne